# Période archaïque des Amériques
Pour les autres périodes historiques homonymes, voir Archaïque.

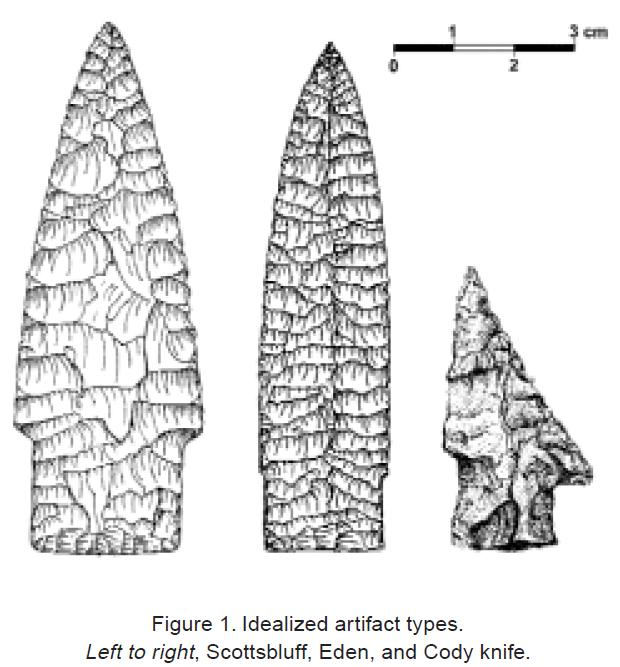
Couteau et pointes en pierre taillée de la culture de Cody, datés entre 8000 et -6000

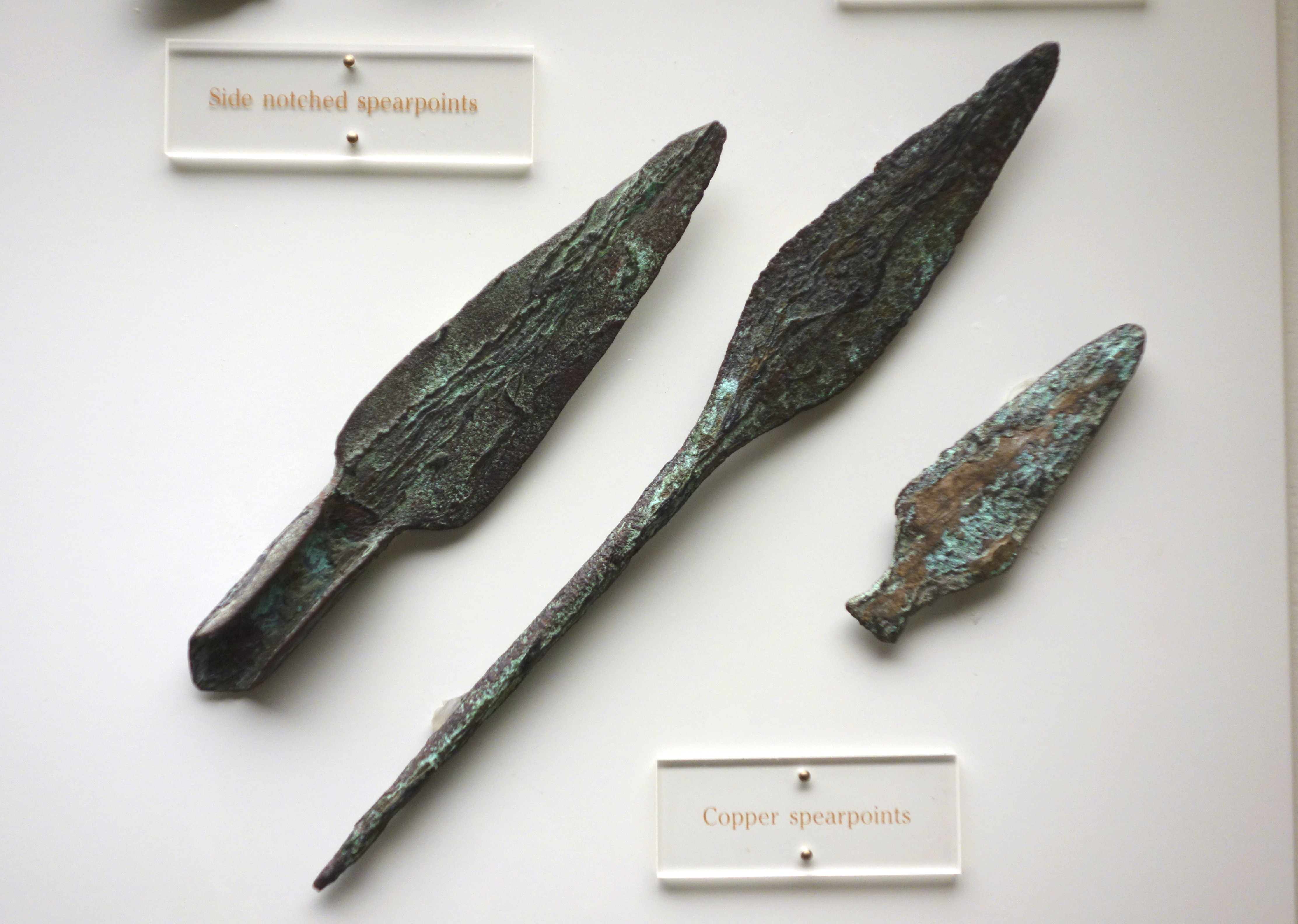
Pointes de lance en cuivre, Wisconsin, datées entre 3000 et -1000

La période archaïque des Amériques, ou ère archaïque, est une période de la préhistoire du continent américain proposée en 1958 par deux archéologues américains, au sein d'une chronologie générale en cinq périodes qui a connu un certain succès dans la communauté archéologique américaine.

## Historique
L'ère archaïque a été proposée en 1958 par les archéologues américains Gordon Willey et Philip Phillips (en) pour dénommer une période intermédiaire de la préhistoire de l'Amérique du Nord. Le concept a ensuite été progressivement étendu au reste du continent, avec des acceptions parfois différentes, ce qui ne permet guère de l'appliquer de la même manière à l'ensemble du continent. Également connue sous le nom de Mésoindien, l'ère archaïque est la seconde période de la préhistoire des Amériques après l'ère lithique ou Paléoindien,.

## Définition
L'ère archaïque commence généralement avec l'Holocène, vers 9700 av. J.-C., et s'achève avec l'adoption de l'agriculture sédentaire, dont l'avènement est très variable selon les régions du continent.
Cette période est caractérisée par une économie de prédation par des chasseurs-cueilleurs, qui commencent toutefois à se sédentariser grâce à la cueillette de plantes sauvages (noix, graines, courges, etc.), la chasse du petit gibier et, dans les zones côtières, la pêche de fruits de mer. En raison des grandes variations régionales dans l'adoption de l'agriculture, la fin de cette période diffère selon les régions.
Cette période correspond plus ou moins au Mésolithique de l'Ancien Monde.

## Concept
Willey et Phillips ont défini à l'époque cinq périodes successives :
- l'ère lithique
- l'ère archaïque (voir aussi : ère archaïque de l'Amérique du Nord)
- l'ère formative
- l'ère classique
- l'ère post-classique

Les limites chronologiques de ces périodes ont connu des variations selon les auteurs et les régions considérées.